# Punta Kopté
Punta Kopté es un pequeño cabo en la costa norte de la península de Yucatán, ubicado 6 km al poniente del puerto de Chuburná, municipio de Progreso, en el estado de Yucatán, México. Se encuentra en un paraje turístico denominado San Antonio Kopté, que está aproximadamente a mitad del camino entre el puerto de Sisal y el de Progreso.

## Puntas
En la Península de Yucatán el término Punta se utiliza para designar las formaciones que configuran el litoral. 

"Por su morfología es posible distinguir dos tipos de Puntas: los extremos del cordón litoral que señalan las entradas de mar hacia los esteros y, por otro lado, las salientes de tierra hacia el mar, sean arenosas o pétreas, y que marcan un cambio de dirección en el trazo de la línea del litoral".